# 堀北真希
堀北 真希（ほりきた まき、1988年〈昭和63年〉10月6日 - ）は、日本の元女優、元タレント。2003年から2017年まで活動し、2017年2月28日を以って芸能界を引退した。東京都出身。元スウィートパワー所属。夫は俳優の山本耕史。実妹はアイデザイナーでファッションモデルのNANAMI。義弟（妹の夫）はロックバンド・SPiCYSOLのギター、コーラス担当のAKUN（Question?の伊郷アクン）。

## 略歴
中学2年生だった2002年に、部活動の帰り道、畑でスカウトされた。芸名は事務所社長・岡田直弓から直々の命名。
2003年1月期にドラマ『いつもふたりで』（フジテレビ）にテレビ初出演し、最終回のエンディングに数秒間登場（役名はないがエンドロールに名前は表記）した。同年7月に映画『COSMIC RESCUE』のヒロイン役オーディションに合格し、同作で映画デビューした。10月期にドラマ『ケータイ刑事 銭形舞』（BS-i）でドラマ初主演。
2004年2月に映画『渋谷怪談2』で映画初主演。
2005年6月期ドラマ『電車男』（フジテレビ）では、主人公の妹役を演じた。この年には、第84回全国高等学校サッカー選手権大会の初代応援マネージャーを務めた。同年10月期のドラマ『野ブタ。をプロデュース』（日本テレビ）でヒロインを演じ、ブレイクした。同年の映画『ALWAYS 三丁目の夕日』での演技が高く評価され、第29回日本アカデミー賞新人俳優賞など、各種の映画賞を受賞した。
2006年4月期ドラマ『クロサギ』（TBS） 吉川氷柱役でヒロインを演じた。同年10月期『鉄板少女アカネ!!』（TBS）で地上波のテレビドラマ初主演。
2007年の3月に高校を卒業。大学進学も考えていたが、卒業後は女優業に専念した。
2008年、『篤姫』で和宮役としてNHK大河ドラマに初出演。同年10月期には『イノセント・ラヴ』でフジテレビ月9ドラマに初主演。
2009年、『アタシんちの男子』（フジテレビ）で主演。
2010年、『特上カバチ!!』（TBS）の作品に限り、主演女優の喫煙シーンに初挑戦、同年『ジャンヌ・ダルク』で舞台初出演で主演を務めた。
2012年4月期NHK連続テレビ小説『梅ちゃん先生』では、オーディションなしでヒロイン役に抜擢され、同年の『第63回NHK紅白歌合戦』（NHK総合・ラジオ第1）では、紅組の司会を務めた。
2013年、「ベストドレッサー賞」受賞。CM NOWの「読者の選ぶCM大賞」女性タレント部門ベスト10では2004年から10年連続でランクインしていた。

### 芸能界引退
2015年7月、所属事務所が運営する公式ファンクラブ『ほりきたコレクション』の閉鎖ならびに会費を返金する旨の通知が会員宛てに封書で告知される。同年12月31日を以って『ほりきたコレクション』閉鎖。以降は所属事務所の公式サイトのプロフィールページのお知らせなどで情報を更新していた。
2016年3月下旬、堀北が芸能界を引退するとの報道があったが、この時所属事務所は否定するも4月以降は「発表できる仕事はない」としていた。最後の出演作品は2016年に放送されたドラマ『ヒガンバナ〜警視庁捜査七課〜』（日本テレビ）となり、以降は引退までCM以外では表舞台には登場しなかった。また、引退発表時に全てのCM契約を終了した事が報じられた。
2017年2月28日付で所属事務所との契約満了と同時期に芸能界を引退。翌3月1日、後述の俳優の山本耕史との結婚と第1子出産を機に家庭に専念するため「芸能界を引退」と所属事務所が発表した。所属事務所との契約を更新せずに契約満了し退社した。
発表にあたっては、所属事務所の公式サイトに掲載された事務所スタッフのコメント及び堀北自身の直筆による公式声明文（マスコミ各社に送信されたFAXでの報告と同じ物）が発せられた。契約終了に関しては事務所との確執が噂されたが、後のスポーツ紙の取材で事務所側は否定している。

### 私生活
2015年8月22日、俳優の山本耕史と結婚したことを所属事務所を通して発表する。2009年4月期ドラマ『アタシんちの男子』（フジテレビ）の共演で知り合い、2010年4月のスペシャルドラマ『わが家の歴史』（フジテレビ）、2015年5月の舞台『嵐が丘』で相手役として共演を重ねた。婚姻届は東京都内の区役所に代理人を通じて提出。記者会見や挙式および披露宴は行っていない。この結婚は当時「交際0日婚」と騒がれたが、実際には交際2ヶ月である。
2016年6月20日、堀北の所属事務所により、堀北と夫・山本との第1子の妊娠が「妊娠初期で大事な時期なので、温かく見守ってください」とのコメントも添えられ、正式に発表された。
その後、同年12月18日に堀北の所属事務所により、堀北が第1子を出産していた事が正式に発表された。性別や出産日、体重などの詳細は公表されていない。
2019年4月28日、夫・山本が第2子の誕生を報告。第1子と同じく出産日などの詳細は公表されていない。
一部では、育児の終了後に夫である山本の個人事務所に所属して活動を再開する説も報道されたが、これについては代表者である山本の母親が事務所への所属に関しては否定。活動再開については「彼女次第」と後の週刊誌のインタビューで答えている。
堀北の引退後については、夫の山本がイベントやテレビ出演した時などに、家庭内を語る形で伝えられている。また、写真週刊誌にも何度かその後の姿が掲載されたことがある。2020年3月に放送された『行列のできる法律相談所』（日本テレビ）に出演したモデルのNANAMIが、堀北の実妹であると公表した。また堀北の復帰はあるかと聞かれた際に『復帰はない、引退するときに決めた』と話していたことを明かし、堀北が完全に芸能界を引退した状態であることが初めて身内から明かされ、復帰も否定された。

## 人物

### 嗜好
- 好きな歌手はEXILE。
- 好きな食べ物は和食[1]。
- 特技は料理[1]、ピアノ[2]。
- 趣味はサイクリングや読書[1]であり2008年には、「12歳の文学賞」の第二回の特別審査員を務めたことがある[27]。好きな作家は、江國香織[27]。また、アニメや漫画は普段は観ないとの事[28]だがテレビドラマ化され自身も出演した「生徒諸君!」は学生時代に、成人してからは「ONE PIECE」「MONSTER」は好んで読んでいる。
- 綺麗好きで、家では時間を見つけては掃除をしている[9]。

### 性格・人柄・演技傾向
堀北の性格について『ALWAYS 三丁目の夕日』の監督・山崎貴は、「見た目はのんびりとした性格に見えるが、クランクインになる前からセリフや方言、役柄の性格を完璧に覚え、当日できなかった課題については家でしっかり練習して次の日にはクリアできるようにしてくるほどのストイックな性格である」「だから追い詰めれば追い詰めるほど本人にはない性格が開花してくるので将来が楽しみだ」と述べた。当時、同じ事務所の後輩だった桐谷美玲は、共演時には自分の事を気にかけてくれた優しい先輩と堀北の結婚時に語っている。
自身については、世話焼きであると述べている。一方で、人見知りであると何度か述べており、普段は外出はあまりせず、大勢で集まるのも苦手であると告白している。
中学時代は生徒会で副会長を務め、部活動ではバスケットボール部に所属し副主将として活動した。さらに、勉強やスポーツは好きであると語っている。
アルバイト経験など、一般的な仕事はしたことがない。
15歳から20歳までは寮暮らしをしていた。その時の同寮生の一人が当時は同じ事務所の黒木メイサであり、二人のマネージャーは同じ人物だった時もある。黒木は堀北にとって芸能界での親友でもあった。
堀北の引退から3年以上後の2020年5月26日に妹・NANAMIが『グータンヌーボ2』（関西テレビ）に出演した際に堀北のことを「お母さんのような感じ」と答えている。

## 受賞歴
- 2005年
  - 第27回ヨコハマ映画祭 最優秀新人賞『ALWAYS 三丁目の夕日』、『逆境ナイン』、『HINOKIO』、『深紅』
  - 第10回日本インターネット映画大賞 新人賞 『ALWAYS 三丁目の夕日』、『逆境ナイン』、『HINOKIO』、『深紅』
  - 第47回ザテレビジョンドラマアカデミー賞 助演女優賞『野ブタ。をプロデュース』[40]

- 2006年
  - エランドール賞 新人賞[41]
  - 第15回TV LIFE年間ドラマ大賞 助演女優賞『野ブタ。をプロデュース』[42]
  - 第29回日本アカデミー賞 新人俳優賞『ALWAYS 三丁目の夕日』[43]
  - 第43回ゴールデン・アロー賞 新人賞
  - TVnavi ドラマ・オブ・ザ・イヤー 2005 最優秀新人賞『野ブタ。をプロデュース』[44]
  - 第49回ザテレビジョンドラマアカデミー賞 助演女優賞『クロサギ』[45]
  - MTV STUDENT VOICE AWARDS 2006 最優秀ティーン女優賞
- 2007年
  - 第4回ザ・ビューティー・ウィーク・アワード ショートヘア部門
  - 第54回ザテレビジョンドラマアカデミー賞 主演女優賞『花ざかりの君たちへ〜イケメン♂パラダイス〜』[46]
  - VOGUE NIPPON Women of the Year 2007
- 2008年
  - 第19回日本ジュエリーベストドレッサー賞 10代部門
  - 第17回TV LIFE年間ドラマ大賞 主演女優賞（『花ざかりの君たちへ〜イケメン♂パラダイス〜』[47]
  - 第31回日本アカデミー賞 優秀助演女優賞『ALWAYS 続・三丁目の夕日』[48]
  - 第11回日刊スポーツ ドラマグランプリ 主演女優賞『花ざかりの君たちへ〜イケメン♂パラダイス〜』
  - 第5回COTTON USAアワード Miss COTTON USA
- 2009年
  - ベストレザーニスト2009
- 2010年
  - 第9回 Ms.Lily2010
- 2012年
  - 万年筆ベストコーディネイト大賞
  - 第74回ザテレビジョンドラマアカデミー賞 主演女優賞『NHK連続テレビ小説「梅ちゃん先生」』[49]
  - 第22回TV LIFE年間ドラマ大賞 主演女優賞『梅ちゃん先生』[50]
- 2013年
  - 第42回ベストドレッサー賞 芸能部門
  - TVnavi ドラマ・オブ・ザ・イヤー2012 主演女優賞部門『梅ちゃん先生』[51]
  - 第16回日刊スポーツドラマグランプリ 主演女優賞『梅ちゃん先生』[52]

## 出演
※役名太字は主演作品。

### テレビドラマ
- いつもふたりで 最終話（2003年3月17日、フジテレビ）
- 金曜エンタテイメント「買物代行人 桃子の冒険」（2003年4月4日、フジテレビ） - 浜野志穂 役
- 動物のお医者さん 第4回第二幕「タカの孫自慢」（2003年5月8日、テレビ朝日） - 安西珠子 役
- 恋する日曜日（ファーストシリーズ）第16回「電車」（2003年7月20日、BS-i） - 主演・千佳子 役
- ケータイ刑事 銭形舞（2003年10月5日 - 12月28日、BS-i） - 主演・銭形舞 役
- ほんとにあった怖い話
  - 「本が招く幽霊」（2004年1月24日、フジテレビ） - 主演・田村由加 役
  - 「6番の部屋」（2006年8月22日、フジテレビ） - 主演・久保有紗 役
- 異議あり!女弁護士大岡法江 第6話「ストーカー犯罪」（2004年、テレビ朝日） - 筆坂彩 役
- 68FILMS東京少女 第9話「原っぱ」（2004年、BS-i・BSフジ） - 主演・晶 役
- 春のスペシャルドラマ「女達の罪と罰」（2004年4月6日、フジテレビ） - 中山歩実 役
- 怪談新耳袋（第3シリーズ）「幽霊屋敷と呼ばれる家」（2004年5月、BS-i） - 主演・稲嶺美鈴 役
- 人間の証明（2004年7月8日 - 9月9日、フジテレビ） - 郡さやか 役
- ディビジョン1 ステージ8『放課後。』（2004年11月24日 - 12月22日、フジテレビ） - 主演・道田真由子 役
- 土曜ワイド劇場「明智小五郎VS金田一耕助」（2005年2月26日、テレビ朝日） - 三枝真理奈 役
- 電車男（2005年7月7日 - 9月15日、フジテレビ） - 山田葵 役
  - 電車男DELUXE 最後の聖戦（2006年9月23日、フジテレビ） - 山田葵 役
- 野ブタ。をプロデュース（2005年10月15日 - 12月17日、日本テレビ） - 小谷信子（野ブタ） 役（ヒロイン）
  - 野ブタ。をプロデュース 特別編（2020年4月11日 - 6月20日）[53][54][55][56]
- 翼の折れた天使たち 第二夜「ライブチャット」（2006年2月28日、フジテレビ） - 主演・優奈 役
- クロサギ（2006年4月14日 - 6月23日、TBS） - 吉川氷柱 役（ヒロイン）
- エル・ポポラッチがゆく!! season2（2006年7月 - 、NHK総合・教育・BS2） - 謎の少女 役
- 鉄板少女アカネ!!（2006年10月15日 - 12月10日、TBS） - 主演・神楽アカネ 役
- 生徒諸君!（2007年4月20日 - 6月22日、ABC・テレビ朝日） - 樹村珠里亜 役
- 花ざかりの君たちへ〜イケメン♂パラダイス〜（2007年7月3日 - 9月18日、フジテレビ） - 主演・芦屋瑞稀 役
  - 花ざかりの君たちへ〜イケメン♂パラダイス〜 卒業式&7と1/2話スペシャル（2008年10月12日、フジテレビ） - 主演・芦屋瑞稀 役
- 出るトコ出ましょ!（2007年9月22日、フジテレビ） - 主演・亀井静 役
- ガリレオ 第1シーズン 第六章「夢想る」（2007年11月19日、フジテレビ） - 森崎礼美 役
- 恋のから騒ぎドラマスペシャル「ナマイキな女」（2007年11月30日、日本テレビ）
- 日本テレビ開局55周年記念ドラマ「東京大空襲」（2008年3月17日・18日、日本テレビ） - 主演・桜木晴子 役（藤原竜也とのW主演）
- イノセント・ラヴ（2008年10月20日 - 12月22日、フジテレビ） - 主演・秋山佳音 役
- 男装の麗人〜川島芳子の生涯〜（2008年12月6日、テレビ朝日） - 李香蘭 役
- 大河ドラマ 篤姫（2008年、NHK総合・BS2・BShi） - 和宮 役
- NTTdocomoドラマスペシャル チャンス!〜彼女が成功した理由〜（2009年3月7日・14日、フジテレビ） - 主演・河村珠希 役
- アタシんちの男子（2009年4月14日 - 6月23日、フジテレビ） - 主演・峯田千里 役
- 特上カバチ!!（2010年1月17日 - 3月21日、TBS） - 主演・住吉美寿々 役（櫻井翔とのW主演）
- フジテレビ開局50周年記念3夜連続スペシャルドラマ わが家の歴史（2010年4月9日 - 4月11日、フジテレビ） - 八女波子 役
- 歸國（2010年8月14日、TBS） - 河西洋子 役
- SMAP×SMAP 本当にあった恋の話 エピソード1「そろえる恋」（2010年9月27日、関西テレビ・フジテレビ）
- 世にも奇妙な物語 20周年スペシャル・秋 〜人気作家競演編〜「栞の恋」（2010年10月4日、フジテレビ） - 主演・加川邦子 役
- 生まれる。（2011年4月22日 - 6月24日、TBS） - 主演・林田愛美 役
- さだまさしドラマスペシャル 故郷 〜娘の旅立ち〜（2011年7月5日、フジテレビ） - 主演・佐伯ちづる 役
- 幸福の黄色いハンカチ（2011年10月10日、日本テレビ） - 小川朱美 役
- 連続テレビ小説 梅ちゃん先生（2012年4月2日 - 9月29日、NHK総合・BSプレミアム） - 主演・下村（安岡）梅子 役[57]
  - 梅ちゃん先生〜結婚できない男と女スペシャル〜（2012年10月13日・20日、NHK BSプレミアム） - 主演・安岡梅子 役
- ATARU スペシャル〜ニューヨークからの挑戦状!!〜（2013年1月6日、TBS） - アレッサンドロ・カロリナ・マドカ 役
- ミス・パイロット（2013年10月15日 - 12月24日、フジテレビ） - 主演・手塚晴 役[58]
- おやじの背中 第5話（2014年8月10日、TBS） - 主演・丸井三冬 役
- 地獄先生ぬ〜べ〜 第2話（2014年10月18日、日本テレビ） - オープニングナレーター
- ヒガンバナ〜女たちの犯罪ファイル（2014年10月24日、日本テレビ） - 主演・来宮渚 役[59]
  - ヒガンバナ〜警視庁捜査七課〜（2016年1月13日 - 3月16日、日本テレビ） - 主演・来宮渚 役[60]
- 松本清張ドラマスペシャル〜霧の旗（2014年12月7日、テレビ朝日） - 主演・柳田桐子 役
- まっしろ（2015年1月13日 - 3月17日、TBS） - 主演・有村朱里 役[61][62]
- 妻と飛んだ特攻兵（2015年8月16日、テレビ朝日） - 主演・山内房子 役[63]
- 怪盗 山猫 第6話（2016年2月20日、日本テレビ） - 来宮渚 役 ※『ヒガンバナ〜警視庁捜査七課〜』の役柄でカメオ出演[64]

### 映画
- COSMIC RESCUE（2003年、佐藤信介監督） - 望月綾 役
- Seventh Anniversary（2003年、行定勲監督） - 夏生 役
- マナームービー 携帯臨死劇場『檻』（2004年、携帯ムービー） - 主演
- ウイニング・パス（2004年、中田新一監督） - 小林舞 役
- 渋谷怪談（2004年、堀江慶監督） - 久保綾乃 役
  - 渋谷怪談2（2004年、堀江慶監督） - 主演・久保綾乃 役
- 世界の中心で、愛をさけぶ（2004年、行定勲監督） - 写真のみの出演
- 母の居る場所 〜台風一過〜（2004年、秋原正俊監督） - さゆり 役（娘）
- HIRAKATA（2004年、杉山嘉一監督） - 朝川ユイ 役
- 怪談新耳袋劇場版 視線（2004年、豊島圭介監督） - 主演・滝沢由加里 役
- Jホラーシアター 予言（2004年、鶴田法男監督） - 若窪沙百合 役
- 学校の階段 〜秋 文化祭編〜（2005年） - 主演・カコ 役
- 逆境ナイン（2005年、羽住英一郎監督） - 月田明子 役（ヒロイン）
- HINOKIO（2005年、秋山貴彦監督） - 昭島江里子 役
- 深紅（2005年、月野木隆監督） - 秋葉奏子（少女時代） 役
- ALWAYS 三丁目の夕日（2005年、山崎貴監督） - 星野六子 役
- ケータイ刑事 THE MOVIE バベルの塔の秘密〜銭形姉妹への挑戦状（2006年、佐々木浩久監督） - 主演・銭形舞 役（友情出演）
- 春の居場所（2006年、秋原正俊監督） - 柏尾芽衣子（高校時代） 役
- トリック劇場版2（2006年、堤幸彦監督） - 西田美沙子 役
- 着信アリFinal（2006年、麻生学監督） - 主演・松田明日香 役
- アルゼンチンババア（2007年） - 主演・涌井みつこ 役（役所広司、鈴木京香とトリプル主演）
- 恋する日曜日 私。恋した（2007年、廣木隆一監督） - 主演・二ノ宮なぎさ 役
- ALWAYS 続・三丁目の夕日（2007年、山崎貴監督） - 星野六子 役
- 東京少年（2008年、平野俊一監督） - 主演・みなと / ナイト 役（二重人格役）
- クロサギ（2008年、石井康晴監督） - 吉川氷柱 役（ヒロイン）
- 映画ドラえもん のび太と緑の巨人伝（2008年） - リーレ（声） 役
- ナットのスペースアドベンチャー3D（2009年） - 主演・ナット（声） 役
- レイトン教授と永遠の歌姫（2009年） - ルーク少年（声） 役[65]
- 誰かが私にキスをした（2010年） - 主演・スクセナオミ 役（松山ケンイチとダブル主演）
- 大奥（2010年、金子文紀監督） - お信 役
- 白夜行（2011年） - 主演・唐沢雪穂 役（高良健吾とダブル主演）
- これでいいのだ!!映画★赤塚不二夫（2011年） - 主演・武田初美 役（浅野忠信とダブル主演）
- ALWAYS 三丁目の夕日'64（2012年、山崎貴監督） - 星野六子 役
- 県庁おもてなし課（2013年、三宅喜重監督） - 主演・明神多紀 役（錦戸亮とダブル主演）
- 劇場版 ATARU THE FIRST LOVE & THE LAST KILL（2013年、木村ひさし監督） - アレッサンドロ・カロリナ・マドカ 役
- 劇場版 SPEC〜結〜 爻ノ篇（2013年、堤幸彦監督） - カメオ出演2、3秒の1シーン（特別出演）
- 麦子さんと（2013年、吉田恵輔監督） - 主演・小岩麦子 役
- 蜩ノ記（2014年、小泉堯史監督） - 戸田薫 役

日本語吹き替え
- ファンタスティック・フォー（2015年） - スー・ストーム / インビジブル・ウーマン〈ケイト・マーラ〉 役

### 舞台
- ジャンヌ・ダルク（2010年11月30日 - 12月19日、東京赤坂ACTシアター / 2010年12月24日 - 28日、梅田芸術劇場　脚本：中島かずき、演出：白井晃） - 主演・ジャンヌ・ダルク 役 [66][67]
- 二都物語（2013年4月3日 - 30日、東京東急シアターオーブ　脚本：土田英生、演出：板垣恭一） - サクヤ / ミミ 役（ヒロイン）[68][69][70]
- 9days Queen 〜九日間の女王〜（2014年2月26日 - 3月16日、東京赤坂ACTシアター　脚本：青木豪、演出：白井晃） - 主演・ジェーン・グレイ 役[71]
- 嵐が丘（2015年5月6日 - 26日、日生劇場　脚本・演出：G2） - 主演・キャサリン・アーンショウ 役[72]

### ドキュメンタリー
- NONFIX（フジテレビ）
  - その先の日本を見に。〜少女と鉄道・一筆書きの夏〜（2004年7月9日）
  - その先の私を見に。〜少女と鉄道・2005年春〜（2005年5月18日）
- 堀北真希10代最後の大冒険! ヨーロッパ3カ国 自転車200キロの旅（2007年12月8日、フジテレビ）
- 堀北真希と南海ひょうたん島10人の子供たち〜ここは僕らのイケてるパラダイス!〜（2008年10月10日、フジテレビ）
- 輝く女（2012年12月16日（前編）・2012年12月23日（後編）、NHK BSプレミアム）
- SMAP×SMAP 3月11日特別企画 今だから伝えたい「ありがとう」（2013年3月11日、関西テレビ・フジテレビ） - ナレーション
- 9日間の女王〜堀北真希が見たイギリス王国の愛と悲しみ〜（2014年2月15日、BS-TBS / 2014年2月16日、TBS） - ナビゲーター
- 堀北真希ギリシャ紀行〜神話の国の女神たちを求めて〜（2015年1月17日、BSフジ）[73]
- にっぽん紀行「こころ結ぶ手紙の宿〜岩手 野田村〜」（2015年8月13日、NHK総合） - 案内人[74]
- 素顔トラベラー 堀北真希 フランス編〜ボルドーワイン紀行〜（2015年11月21日、NHK BSプレミアム） - ナビゲーター[75]

### CM・広告
- NTTドコモ四国（2003年）
- 任天堂 ゲームボーイアドバンス ファイアーエムブレム〜烈火の剣〜（2003年）
- エフティ資生堂（2003年 - 2005年）
- 富士フイルム フジカラーデジカメプリント（2004年 - 2012年） - 長瀬智也、樹木希林と共演
- 全国防犯協会連合会 薬物乱用防止キャンペーンポスター（2004年5月 - 2005年）
- 日清紡績 コットンフィール（2004年 - 2005年）
- ロッテ エアーズ（2005年 - 2012年）
- 家庭教師のトライ トライ@HOME（2005年 - 2006年）
- 国土交通省都市緑化月間ポスター（2005年）
- ロッテ ガーナミルクチョコレート（2005年 - 2012年）
- サントリーフーズ なっちゃん（2006年 - 2009年）
- ロッテ アイスdeヨーグルト（2005年 - 2012年） - 北海道・中部・近畿地区限定（2007年から関東、広島などでも放映）
- 国土交通省 自賠責保険ポスター（2005年）
- 中央労働災害防止協会 全国労働衛生週間ポスター（2006年）
- 資生堂 シーブリーズ（2007年 - 2009年）
- ハウス食品 冷しゃぶドレッシング、カレー（2007年 - 2008年）
- 三井住友海上グループ（2007年 - 2016年） - ウィーン少年合唱団やガメラや篠原ゆき子や玄覺悠子と共演[76]
- コナカ（2007年 - 2008年）
- ロッテ ぎゅぎゅっと（2008年 - 2010年）
- NTTドコモ ドコモのあなたに、Answerを。「docomo STYLE series」（2007年 - 2015年）
- 本田技研工業 ステップワゴン100万台記念（2008年）
- 情報処理技術者試験 ITパスポート試験 広告（2008年）
- サントリー ほろよいチューハイ（2009年 - 2015年）
- 資生堂 TSUBAKI（2009年）
- NTTドコモ「ひとりと、ひとつ。walk with you」（2010年） - 木村カエラと共演
- 富士フイルム メタバリアNEO（2010年 - 2011年） - 塚地武雅と共演
- ロッテ シャルロッテ・アイ（2010年） - 長瀬智也と再共演
- ボシュロム・ジャパン「re.nu」（2011年 - 2016年）
- ロッテ フレバ（2011年 - 2012年）
- レオパレス21（2011年 - 2015年） - 荒川良々、滝藤賢一と共演
- クラシエ いち髪（2012年 - 2016年）
- 森永乳業 アロエヨーグルト（2012年 - 2016年）
- スズキ『スペーシア』（2013年 - 2015年）
- サイクルベースあさひ（2013年 - 2015年）
- 東京地下鉄（東京メトロ）『Color your days.』（2013年4月 - 2016年3月）[77]
- ノーリツ（2014年2月 - 2017年2月）
- ライオン クリニカ（2014年2月 - 2017年2月）

### ラジオ
- SCHOOL OF LOCK! 〜GIRLS LOCKS!〜（2005年10月 - 2009年5月 毎月第2週月 - 木曜日22:15 - 22:28、JFN・TOKYO-FM）
- 25th ANNIVERSARY SPECIAL 〜J-WAVE SELECTION 25歳の肖像〜（2013年4月14日・21日・28日、J-WAVE） - ナビゲーター

### PV
- レミオロメン「3月9日」（2004年）
- BUMP OF CHICKEN「涙のふるさと」（2006年）
- Janne Da Arc「振り向けば…」（2006年）
- GOING UNDER GROUND「初恋」（2008年）

### ゲーム
- レイトン教授シリーズ - ルーク少年役（声の出演）[注釈 3]
  - レイトン教授と不思議な町（2007年2月15日発売）
  - レイトン教授と悪魔の箱（2007年11月29日発売）
  - レイトン教授と最後の時間旅行（2008年11月27日発売）
  - レイトン教授と魔神の笛（2009年11月26日発売）
  - レイトン教授と奇跡の仮面（2011年2月26日発売）
  - レイトン教授VS逆転裁判（カプコンと共同制作、2012年11月29日）
  - レイトン教授と超文明Aの遺産（2013年2月28日）

### DVD
- メイキング オブ COSMIC RESCUE（2003年、ジェネオンエンタテインメント） - 映画メイキングDVD
- NONFIX その先の日本を見に。（ポニーキャニオン）
  - 〜少女と鉄道〜（2004年） - ドキュメンタリー NONFIX #425の再構成
  - 〜少女と鉄道 九州篇〜（2005年） - ドキュメンタリー NONFIX #464の再構成
- HINOKIO INTER GALACTICA LOVE〜ロボット越しのラブストーリー〜 - 映画メイキングDVD
- 堀北真希 BIG COMIC SPIRITS SPECIAL EDITION MAKI HORIKITA -ひこうきぐも-（2005年、小学館）[注釈 4]
- ALWAYS 三丁目の夕日 夕日町のひみつ（2005年、バップ） - 映画メイキングDVD
- 堀北真希 Castella DVD（2006年5月1日、ワニブックス）
- 堀北真希×黒木メイサ short film きみのゆびさき（2006年）[注釈 5]
- 堀北真希10代最後の大冒険! ヨーロッパ3カ国 自転車200キロの旅（2008年5月30日、フジテレビ）
- 堀北真希と南海ひょうたん島10人の子供達（2008年12月17日、ポニーキャニオン）

## 書籍

### 写真集
- ほりきた進化論（2004年、アスコム）ISBN 4-7762-0135-6
- 堀北真希スクールカレンダーブック2005.4→2006.3（2005年、角川書店）ISBN 4048944606
- ひこうきぐも（2005年、小学館）ISBN 4-09-101222-1
- Castellaカステラ（2006年、ワニブックス）ISBN 4-8470-2928-3
- 堀北真希 & 黒木メイサ写真集 missmatch（2006年、小学館）ISBN 4-09-363705-9
- 堀北真希 フォトエッセイ「コトノハ、きらり。」（2006年、玄光社）ISBN 978-4768302354
- Cinematic（2007年、ぴあ）ISBN 978-4-8356-1661-2
- 堀北真希in恋する日曜日 私。恋した Bomb Perfect Visual Book（2007年、学研プラス）ISBN 978-4-05-403359-7
- S（2008年、マガジンハウス）ISBN 978-4-8387-1915-0
- Dramatic（2013年、マガジンハウス）ISBN 978-4-8387-2604-2

### カレンダー
- 堀北真希2004年度カレンダー（2003年、TRY-X（ハゴロモ））ISBN 4-7774-0085-9
- 堀北真希2005年度カレンダー（2004年、TRY-X（ハゴロモ））ISBN 4-7774-1054-4
- 堀北真希スクールカレンダーBOOK 2005.4 - 2006.3（2005年、角川書店）ISBN 4-04-894460-6
- 堀北真希2006年度カレンダー（2005年、TRY-X（ハゴロモ））ISBN 4-7774-2044-2
- 堀北真希2007年カレンダー（2006年、TRY-X（ハゴロモ））ASIN B000HXDY12
- 堀北真希2008年カレンダー（2007年、TRY-X（ハゴロモ））ASIN B000VRWNNO
- 堀北真希2009年カレンダー（2008年、TRY-X（ハゴロモ））ASIN B001DYMJAG
- 堀北真希2010年カレンダー（2009年、TRY-X（ハゴロモ））ASIN B002M34A36
- 堀北真希2011年カレンダー（2010年、TRY-X（ハゴロモ））ASIN B003YJFE8M
- 堀北真希2012年カレンダー（2011年、TRY-X（ハゴロモ））ASIN B005GT783M
- 堀北真希2013年カレンダー（2012年10月3日、TRY-X）ASIN B008U3QAOE
- 堀北真希2014年カレンダー（2013年10月16日、TRY-X）ASIN B00E0BKJQA
- 堀北真希2015年カレンダー（2014年10月15日、TRY-X）ASIN B00MEF85D8
- 堀北真希2016年カレンダー（2015年10月、TRY-X）ASIN B014PEF3GM

### フォトエッセイ
- コトノハ、きらり。（2006年、玄光社）ISBN 4-7683-0235-1

### シネマビジュアルブック
- 堀北真希in恋する日曜日 私。恋した（2007年、学習研究社）ISBN 4-05-403359-8

### 連載
- コトノハ、きらり。（CM NOW 2004年7・8月号 - 2006年9・10月号、玄光社）
- Piece of Maki（CM NOW 2006年10月号 - 2014年3・4月号）